# بستو (خمیر)
بستو، روستایی در دهستان رویدر بخش رویدر شهرستان خمیر در استان هرمزگان ایران است.

## جمعیت
بر پایه سرشماری عمومی نفوس و مسکن در سال ۱۳۹۵، جمعیت این روستا برابر با ۲۱۸ نفر (۶۸ خانوار) بوده‌است.